# Přírodní park Mikulčický luh
Přírodní park Mikulčický luh je chráněná přírodní oblast v Jihomoravském kraji o rozloze 7,97 km². Rozkládá se v Dolnomoravském úvalu jihozápadně od Hodonína, poblíž obce Mikulčice. Od 1. července 2025 je celé území přírodního parku součástí chráněné krajinné oblasti Soutok.
Přírodní park je tvořen částí nivy řeky Moravy v nejbližším okolí mikulčického hradiště. Na některých místech vystupují nad úroveň povrchu písečné přesypy, tzv. hrúdy. Zatímco severozápadní část parku je zemědělsky obhospodařovávána, jihovýchodní část tvoří lužní les s vlastním prostorem hradiště, který zasahuje až k hraniční řece Moravě.